# Plüschow
Plüschow är en ortsteil i kommunen Upahl i Landkreis Nordwestmecklenburg i förbundslandet Mecklenburg-Vorpommern i Tyskland. Plüschow var en kommun fram till 1 januari 2019 när den uppgick i Upahl. Plüschow hade 484 invånare 2018.